# マガール級揚陸艦
マガール級揚陸艦（英語: Magar-class amphibious warfare vessel）は、インド海軍が運用する揚陸艦の艦級。

## 設計・能力
本級はイギリス海軍補助艦隊が運用していたラウンドテーブル型支援揚陸艦を基にして設計・建造された。
1個中隊の主力戦車、装甲兵員輸送車8両を収容することができる。
基になったラウンドテーブル型と同じく、艦尾楼甲板と上部車両甲板上にヘリコプター甲板がそれぞれ1個ずつ設けられており、中型のヘリコプターであれば着艦が可能である。

## 同型艦
| #   | 艦名                 | 建造所                 | 就役           | 退役          | 母港                 |
| --- | -------------------- | ---------------------- | -------------- | ------------- | -------------------- |
| L20 | マガール INS Magar   | ガーデン・リーチ造船所 | 1987年 7月18日 | 2023年 5月6日 | －                   |
| L23 | ガリアル INS Gharial | ガーデン・リーチ造船所 | 1997年 2月14日 | －            | ヴィシャーカパトナム |